# 過去の鉄道に関する日本一の一覧
過去の鉄道に関する日本一の一覧（かこのてつどうにかんするにっぽんいちのいちらん）は、過去における鉄道に関する日本で一番や一位の一覧。場合によって、若干の2位以下のランキングを示すこともある。日本一であった期間が明確な場合、始期-終期を示すが、それ以外の場合には、ある時点での状態を示す。

## 駅

### 駅名関連

#### 最長の駅名

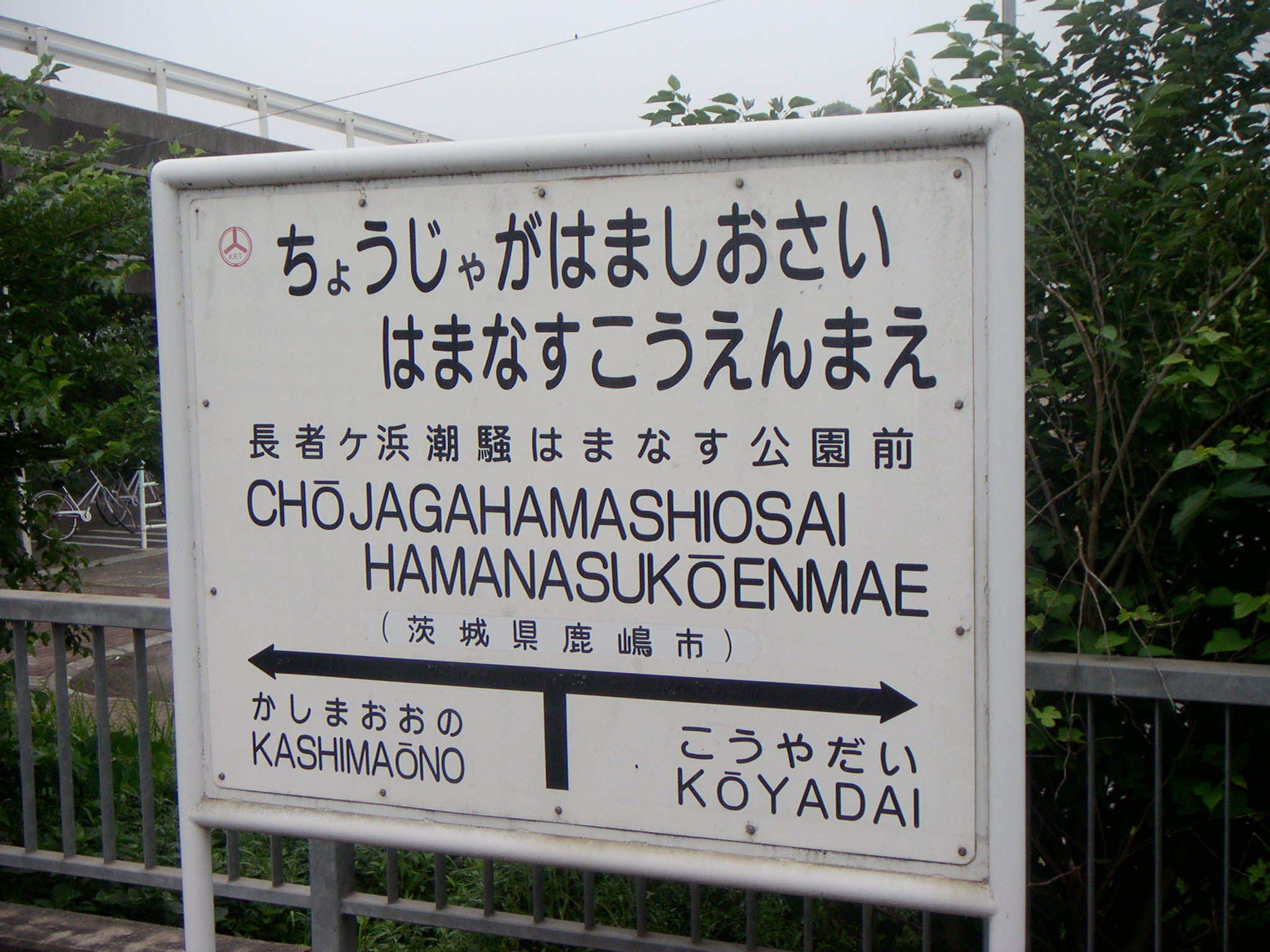
長者ヶ浜潮騒はまなす公園前駅の駅名標

読みの長さは長音を含み最後の「えき」を除いたかな表記の長さ。
- 1933年12月8日 - 1938年11月30日 岩原スキー場前駅（読み13文字・1946年に廃止、1952年12月20日再開業）
- 1938年12月1日 - 1949年11月30日 各務原運動場前駅（読み14文字・運動場前駅への改称で順位後退）
- 1949年12月1日 - 1952年9月13日 東京競馬場前駅（読み13文字）
- 1952年9月14日 - 1968年9月30日 尼崎センタープール前駅（読み14文字・1963年12月9日まで臨時駅）
- 1968年10月1日 - 1973年9月30日 蒲郡競艇場前駅（読み15文字）
- 1973年10月1日 - 1974年4月30日 白浜海水浴場前駅（読みでは蒲郡競艇場前駅と同じ15文字だが、正式表記では1文字多い）
- 1974年5月1日 - 1990年11月17日 西線9条旭山公園通停留場（読み20文字）
- 1990年11月18日 - 1992年3月31日 長者ヶ浜潮騒はまなす公園前駅（読み22文字）
- 1992年4月1日 - 2001年4月1日 南阿蘇水の生まれる里白水高原駅（読みでは長者ヶ浜潮騒はまなす公園前駅と同じ22文字だが、正式表記では1文字多い）
- 2001年4月2日 - 2007年5月20日 ルイス・C.ティファニー庭園美術館前駅（記号含め読み25文字）
- 2007年5月21日 - 2015年3月13日 南阿蘇水の生まれる里白水高原駅（読み22文字）
- 2015年3月14日 - 2020年3月19日 富山トヨペット本社前（五福末広町）停留場（読み24文字）
- 2020年3月20日 - 2020年12月31日 等持院・立命館大学衣笠キャンパス前駅（読み26文字）

※現在最長の駅名については鉄道に関する日本一の一覧#名前を参照。

### 駅の位置
※但し、旧植民地は除く
- 日本一北に位置する鉄道駅
  - 1872年6月12日 - 1872年10月13日 品川駅
  - 1872年10月14日 - 1880年11月27日 新橋駅
  - 1880年11月28日 - 1881年1月31日 官営幌内鉄道海運町駅
  - 1881年2月1日 - 1882年11月12日 官営幌内鉄道手宮駅
  - 1882年11月13日 - 1888年12月9日 官営幌内鉄道幌内太駅
  - 1888年12月10日 - 1889年5月27日 官営幌内鉄道郁春別駅
  - 1889年5月28日 - 1891年7月4日 官営幌内鉄道幾春別駅
  - 1891年7月5日 - 1892年1月31日 北海道炭礦鉄道空知線歌志内駅
  - 1892年2月1日 - 1892年9月7日 北海道炭礦鉄道空知線空知太駅
  - 1892年9月8日 - 1896年7月31日 釧路鉄道跡佐登駅 ※現・川湯温泉駅の北西に所在
  - 1896年8月1日 - 1898年7月15日 北海道炭礦鉄道空知線空知太駅
  - 1898年7月16日 - 1898年8月11日 北海道官設鉄道上川線旭川駅
  - 1898年8月12日 - 1898年11月24日 北海道官設鉄道天塩線永山駅
  - 1898年11月25日 - 1899年11月14日 北海道官設鉄道天塩線蘭留駅
  - 1899年11月15日 - 1900年8月4日 北海道官設鉄道天塩線和寒駅
  - 1900年8月5日 - 1903年9月2日 北海道官設鉄道天塩線士別駅
  - 1903年9月3日 - 1911年11月2日 天塩線名寄駅
  - 1911年11月3日 - 1912年11月4日 宗谷線恩根内駅
  - 1912年11月5日 - 1914年11月6日 宗谷線音威子府駅
  - 1914年11月7日 - 1916年9月30日 宗谷線小頓別駅
  - 1916年10月1日 - 1918年8月24日 宗谷線中頓別駅
  - 1918年8月25日 - 1919年10月31日 宗谷線浜頓別駅
  - 1919年11月1日 - 1920年10月31日 宗谷本線浅茅野駅
  - 1920年11月1日 - 1922年10月31日 宗谷本線鬼志別駅
  - 1922年11月1日 - 1928年12月25日 宗谷線稚内駅(初代)
  - 1928年12月26日 - 1938年9月30日 宗谷本線稚内港駅
  - 1938年10月1日 - 1943年3月31日 宗谷本線稚内桟橋駅
  - 1943年4月1日 - 1943年11月15日  樺太東線上敷香駅
  - 1943年11月16日 - 1944年8月14日 樺太東線気屯駅
  - 1944年8月15日 - 1946年1月31日 樺太東線古屯駅
- 日本一東に位置する鉄道駅
  - 1872年6月12日 - 1872年10月13日 品川駅
  - 1872年10月14日 - 1880年11月27日 新橋駅
  - 1880年11月28日 - 1882年2月28日 官営幌内鉄道札幌駅
  - 1883年3月1日 - 1882年12月 釜石鉱山鉄道釜石製鉄駅
  - 1882年12月 - 1888年12月9日 官営幌内鉄道幌内駅
  - 1888年12月10日 - 1889年5月27日 官営幌内鉄道郁春別駅
  - 1889年5月28日 - 1891年7月4日 官営幌内鉄道幾春別駅
  - 1891年7月5日 - 1892年9月7日 北海道炭礦鉄道空知線歌志内駅
  - 1892年9月8日 - 1896年7月31日 釧路鉄道標茶駅 ※現・標茶駅とほぼ同一地
  - 1896年8月1日 - 1898年7月15日 北海道炭礦鉄道空知線歌志内駅
  - 1898年7月16日 - 1898年8月11日 北海道官設鉄道上川線旭川駅
  - 1898年8月12日 - 1898年11月24日 北海道官設鉄道天塩線永山駅
  - 1898年11月25日 - 1900年12月1日 北海道官設鉄道天塩線蘭留駅
  - 1900年12月2日 - 1901年7月19日 北海道官設鉄道十勝線鹿越駅
  - 1901年7月20日 - 1917年11月30日 北海道官設鉄道釧路線釧路駅
  - 1917年12月1日 - 1919年11月24日 釧路本線厚岸駅
  - 1919年11月25日 - 1920年11月9日 釧路本線厚床駅
  - 1920年11月10日 - 1921年8月4日 釧路本線西和田駅
  - 1921年8月5日 - 1929年10月15日 根室本線根室駅
  - 1929年10月16日 - 1929年12月26日 根室拓殖鉄道婦羅理駅
  - 1929年12月27日 - 1959年6月19日 根室拓殖鉄道歯舞駅
  - 1959年6月20日 - 1961年8月31日 根室本線根室駅
  - 1961年9月1日 - 2025年3月14日 根室本線東根室駅
- 日本一南に位置する鉄道駅
  - 1872年6月12日 - 1874年5月10日 横浜駅
  - 1874年5月11日 - 1888年10月27日 神戸駅
  - 1888年10月28日 - 1889年12月10日 伊予鉄道松山市駅
  - 1889年12月11日 - 1890年2月28日 九州鉄道千歳川仮停車場
  - 1890年3月1日 - 1891年3月31日 九州鉄道久留米駅
  - 1891年4月1日 - 1891年6月30日 九州鉄道高瀬駅
  - 1891年7月1日 - 1894年8月10日 九州鉄道熊本駅
  - 1894年8月11日 - 1895年1月27日 九州鉄道川尻駅
  - 1895年1月28日 - 1896年11月20日 九州鉄道松橋駅
  - 1896年11月21日 - 1901年6月9日 九州鉄道八代駅(初代)
  - 1901年6月10日 - 1912年11月30日 鹿児島線鹿児島駅
  - 1912年12月1日 - 1914年3月31日 鹿児島電気軌道谷山停留場
  - 1914年4月1日 - 1914年5月9日 南薩鉄道伊作駅
  - 1914年5月10日 - 1914年10月31日 南薩鉄道加世田駅
  - 1914年11月1日 - 1914年11月30日 沖縄軌道与那原駅
  - 1914年12月1日 - 1919年6月11日 沖縄県営鉄道与那原線国場駅
  - 1919年6月12日 - 1919年7月3日 糸満馬車軌道地覇駅
  - 1919年7月4日 - 1920年4月30日 糸満馬車鉄道川尻駅
  - 1920年5月1日 - 1923年7月10日 糸満馬車軌道糸満駅
  - 1923年7月11日 - 1945年3月28日 沖縄県営鉄道糸満線糸満駅
  - 1945年3月29日 - 1960年3月21日 指宿枕崎線山川駅
  - 1960年3月22日 - 2003年8月10日 指宿枕崎線西大山駅
- 日本一西に位置する鉄道駅
  - 1872年6月12日 - 1874年5月10日 横浜駅
  - 1874年5月11日 - 1888年10月27日 神戸駅
  - 1888年10月28日 - 1889年12月10日 伊予鉄道三津駅
  - 1889年12月11日 - 1891年8月19日 九州鉄道博多駅
  - 1891年8月20日 - 1895年5月4日 九州鉄道佐賀線佐賀駅
  - 1895年5月5日 - 1897年7月9日 九州鉄道長崎線武雄駅
  - 1897年7月10日 - 1898年1月19日 九州鉄道長崎線早岐駅
  - 1898年1月20日 - 1914年10月31日 九州鉄道長崎線佐世保駅
  - 1914年11月1日 - 1914年11月30日 沖縄軌道与那原駅
  - 1914年12月1日 - 1919年6月11日 沖縄県営鉄道与那原線那覇駅
  - 1919年6月12日 - 1939年11月28日 糸満馬車軌道当間駅
  - 1939年11月29日 - 1945年3月28日 沖縄県営鉄道糸満線糸満駅
  - 1945年3月29日 - 1989年3月10日 松浦線平戸口駅
  - 1989年3月11日 - 2003年8月10日 松浦鉄道西九州線たびら平戸口駅
- 日本一高所に位置する鉄道駅(※但し普通鉄道のみ)
  - 1872年6月12日 - 1872年7月9日 品川駅 約3.1m
  - 1872年7月10日 - 1872年10月13日 神奈川駅 約3.2m
  - 1872年10月14日 - 1874年5月10日 鶴見駅 約5.2m
  - 1874年5月9日 - 1874年5月31日 三ノ宮駅 約5.5m
  - 1874年6月1日 - 1877年2月4日 住吉駅 約26.3m
  - 1877年2月5日 - 1879年8月17日 京都駅 約27.7m
  - 1879年8月18日 - 1885年10月14日 大谷駅 約159m
  - 1885年10月15日 - 1888年4月30日 横川駅 約388m
  - 1888年5月1日 - 1888年9月4日 柏原駅 約672m
  - 1888年9月5日 - 1904年12月20日 碓氷馬車鉄道軽井沢駅 約941m
  - 1904年12月21日 - 1909年6月24日 富士見駅 約955m
  - 1909年6月25日 - 1915年7月21日 追分仮停車場 約957m
  - 1915年7月22日 - 1917年7月18日 草軽軽便鉄道小瀬駅 約1150m
  - 1917年7月19日 - 1920年8月10日 草軽軽便鉄道浅間駅 約1216m
  - 1920年8月11日 - 1933年7月26日 草軽軽便鉄道国境平駅 約1271m
  - 1933年7月27日 - 1935年11月28日 小海南線清里駅 約1275m
  - 1935年11月29日 - 1986年7月25日 小海線野辺山駅 約1346m
  - 1986年7月26日 - 1986年8月31日 小海線フォトデッキ駅 約1375m
- 日本一急勾配の位置にあった普通鉄道の駅
  - 1991年10月28日 - 1996年11月15日 明知鉄道飯沼駅

### ホームが離れていた駅
- 1985年3月14日（開業） - 1999年3月20日（上り線移設）[1] JR武蔵野線、新三郷駅上下線約350m（世界一[2]）

### 地上からの高さが日本一だった駅

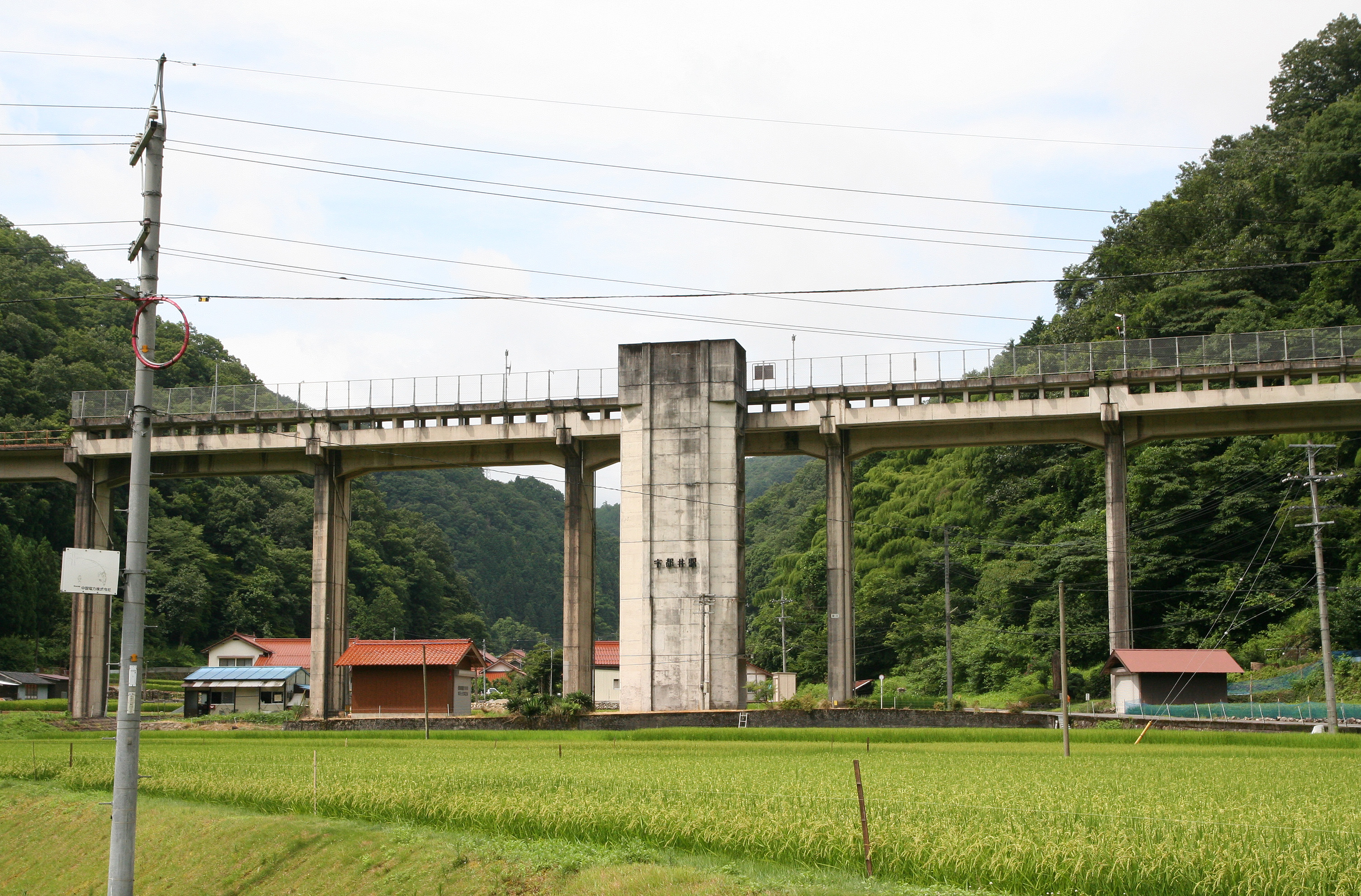
地上20mにあった三江線宇都井駅ホーム。

- 1975年8月31日（開業） - 2018年3月31日（廃止）JR西日本三江線宇都井駅（地上高20m[3]）

## 構造物

### 日本一高い鉄道橋
- 1912年3月1日供用開始 余部橋梁 高さ41.45m
- 1928年2月12日供用開始 高森線 第一白川橋梁 高さ64.5m
- 1954年4月1日供用開始 大井川鐵道井川線 関の沢橋梁 高さ70.8m
- 1972年7月22日供用開始 2005年9月運行休止 2008年12月廃線 高千穂鉄道高千穂線 高千穂橋梁 高さ105m

### 日本一長い鉄道橋
- 1886年6月竣工 日本鉄道（現在の東北本線） 利根川橋梁 461.5 m（現：栗橋 - 古河間）
- 1911年竣工 羽越線 阿賀野川橋梁 1,240 m
- 1964年10月開業 東海道新幹線 富士川橋梁 1,374 m

### 日本一長い鉄道トンネル
- 1880年7月15日開通 東海道本線 逢坂山隧道 664.76m[4]
- 1882年3月10日開通 北陸本線 柳ヶ瀬トンネル 1,352m[4]
- 1898年8月23日開通 日本鉄道磐城線（現常磐線）金山トンネル1,655m[4]
- 1900年11月1日開通 篠ノ井線 冠着トンネル 2,656m[4]
- 1903年2月1日開通 中央本線 笹子トンネル 4,656m[4]
- 1931年9月1日開通 上越線 清水トンネル 9,702m[4]
- 1962年6月10日開通 北陸本線 北陸トンネル 13,870m[4]
- 1972年3月15日開通 山陽新幹線 六甲トンネル 16,250m[4]
- 1975年3月10日開通 山陽新幹線 新関門トンネル 18,713m[4]
- 1982年11月15日開通 上越新幹線 大清水トンネル 22,221m （1979年完成。1988年3月の青函トンネル開通まで世界一。）[4]

### 日本一長い踏切
- 2009年5月末まで 東京都昭島市の「市道北143号」 青梅線・八高線・西武鉄道拝島線・在日米軍横田飛行場専用線を横断し全長130m（道路側の延長。拝島駅の自由通路完成に伴い一般向け用途を廃止）

## 路線・事業者

### 路線距離

#### 日本一長い鉄道路線
- 2002年11月30日（盛岡 - 八戸間第三セクター移管前）まで 東北本線 739.2km（支線含まず）

#### 最も長い軽便鉄道
- 1915年11月23日 - 1936年8月1日 岩手軽便鉄道 65.3km（同時期に運営された単一路線として最長）
- 1946年1月30日 - 1951年7月1日 十勝鉄道　88.3km（一つの事業者によって経営されたものとしては史上最長。ただし帯広部線と清水部線の2地区に分かれる）
- 1948年9月8日 - 1964年9月26日 静岡鉄道駿遠線 路線距離（営業キロ） 64.6km （軽便鉄道として残った路線としては最長。また、1920年代 - 1930年代に延長・廃止された大手-駿河岡部間を入れると68.5kmで、単独線としての延べ距離では最長）

最も短い「本線」である在来線
- 1909年10月12日  - 1913年4月19日 筑豊本線　53.8km(徳島線の本線昇格により順位逆転)
- 1913年4月20日 - 1914年3月24日 徳島本線　34.6km(徳島本線川田〜阿波池田間延伸により順位逆転)
- 1914年3月25日 - 1929年12月6日 筑豊本線　53.8km(筑豊本線区間を若松〜原田間に変更したが順位変わらず)
- 1929年12月7日 - 2016年12月4日 筑豊本線　66.1km(留萌本線留萌〜増毛間部分廃止により順位逆転)
- 2016年12月5日 - 2021年3月31日 留萌本線　50.1km(日高本線鵡川〜様似間部分廃止により順位逆転)
- 2021年4月1日 - 2023年3月31日 日高本線　30.5km(留萌本線石狩沼田〜留萌間部分廃止により順位逆転)

### 駅間距離

#### JR在来線の日本一長い駅間距離
- 1966年9月30日 - 1981年9月30日 日本国有鉄道根室本線 落合駅 - 新得駅 28.1km
- 1981年10月1日 - 2001年6月30日 日本国有鉄道→北海道旅客鉄道石勝線 トマム駅 - 新得駅間 33.8km
- 2001年7月1日 - 2004年3月12日 北海道旅客鉄道石北本線 上川駅 - 上白滝駅間 34.0km
- 2004年3月13日 - 2014年3月14日 北海道旅客鉄道石勝線 新夕張駅 - 占冠駅 34.3km
- 2014年3月15日 - 2016年3月20日 北海道旅客鉄道海峡線 津軽今別駅 - 木古内駅間 74.8km　現在も新幹線との共用区間では日本一

#### 新幹線の日本一長い駅間距離
- 1964年10月1日 - 1969年4月24日 日本国有鉄道東海道新幹線熱海駅 - 静岡駅間 72.0km（実キロ。営業キロは75.6kmで、後述の静岡駅-浜松駅間の方が長かった。）
- 1969年4月25日 - 1988年3月12日 日本国有鉄道→東海旅客鉄道東海道新幹線静岡駅 - 浜松駅間 71.5km（実キロ。営業キロは76.9km）
- 1988年3月13日 - 2016年3月25日 東海旅客鉄道東海道新幹線米原駅 - 京都駅間 68.1km（実キロ。営業キロは67.7km）

#### 私鉄の日本一長い駅間距離
公営交通・第三セクター鉄道も含む。
- 1964年9月27日 - 1965年5月26日（翌日に途中駅開業） 東京モノレール羽田空港線 モノレール浜松町駅 - 羽田駅（現在の天空橋）間 13.0km
- 1989年6月4日 - 2006年4月20日 北海道ちほく高原鉄道ふるさと銀河線 小利別駅 - 置戸駅間 15.9km

## 列車・運行

### 最長距離特急列車(新幹線を除く)
- 昼行列車 （）は、列車が交代した理由。
  - 2001年（平成13年）3月2日まで 「白鳥」 大阪 - 青森間[5] 1052.9km（列車廃止）
  - 2001年（平成13年）3月3日 - 2010年（平成22年）12月3日 「いなほ」新潟 - 青森間[5] 458.8km（秋田 - 青森の区間を「つがる」へ分離）
  - 2010年（平成22年）12月4日 - 2016年（平成28年）3月25日「しなの」 大阪 - 長野間[5] 441.2km（9号、16号の大阪乗り入れ廃止）
  - 2016年（平成28年）3月26日 - 「にちりんシーガイア」 博多 - 宮崎空港間 413.1km

- 夜行列車 距離は営業キロ。（）は、列車が交代した理由。
  - 1958年（昭和33年）10月1日 - 1960年（昭和35年）7月19日 「はやぶさ」 東京 - 鹿児島間 1496.8km（西鹿児島-鹿児島の区間運用廃止）
  - 1960年（昭和35年）7月20日 - 1965年（昭和40年）9月30日 「はやぶさ」 東京 - 西鹿児島間 1493.6km（「富士」が西鹿児島まで区間延長されたため）
  - 1965年（昭和40年）10月1日 - 1980年（昭和55年）9月30日 「富士」 東京 - 西鹿児島間 1574.2km（宮崎 - 西鹿児島の区間運用廃止）
  - 1980年（昭和55年）10月1日 - 1989年（平成元年）12月1日「はやぶさ」 東京 - 西鹿児島間 1493.6km（「トワイライトエクスプレス」運行開始）
  - 1989年（平成元年）12月2日 - 2015年（平成27年）3月12日「トワイライトエクスプレス」 大阪 - 札幌間 1508.5km（廃止）
  - 2015年（平成27年）3月13日 - 2016年（平成28年）3月20日「北斗星」「カシオペア」 上野 - 札幌間 1214.7km（廃止）[注 1]

### 最長距離急行列車
- 1956年11月ダイヤ改正-1975年3月ダイヤ改正前 「高千穂」日豊本線経由東京 - 西鹿児島（現在の鹿児島中央）間 運行距離（営業キロ）1595.9km （1965年10月ダイヤ改正で特急「富士」が運行区間を日豊本線経由で同じく西鹿児島駅まで延長するまでは特急も含め単独最長）。

### 最長距離普通列車
- 1956年11月のダイヤ改正当時 東海道本線・山陽本線東京 - 門司間運行の111・112列車（東海道本線区間で夜行運転、運行区間の営業キロは1102.8km。「ムーンライトながら」の項目も参照）
  - 日本海縦貫線では大阪 - 青森間には羽越線を夜行で走る511・512列車、北陸線と奥羽線で2夜行になる513・514列車が存在。
- 1961年10月のダイヤ改正後 511・512列車 日本海縦貫線大阪 - 青森間 運行距離（営業キロ）1055.6km
- 1968年10月のダイヤ改正後 421・422列車 東北本線奥羽本線経由上野 - 青森間 運行距離（営業キロ）756.8km
- 1971年10月のダイヤ改正後 228列車 東北本線常磐線経由青森発上野行き 運行距離（営業キロ）750.3km
- 1972年3月のダイヤ改正後 535列車 大阪発新潟行き 運行距離（営業キロ）600.7km
- 1972年10月のダイヤ改正後 824列車 門司発福知山行き 運行距離（営業キロ）595.1km
- 上越新幹線開業に伴うダイヤ改正直前の1982年10月における、国鉄の長距離運行普通列車上位5位は以下のとおりである。
  1. 824列車 門司 - 福知山間運行 運行距離（営業キロ）595.1km
  2. 831列車 豊岡 - 門司間運行 同上535.2km
  3. 726列車 浜田 - 大阪間運行 同上500.8km
  4. 530列車 西鹿児島 - 門司港（日豊本線経由）間運行 同上476.9km
  5. 921・924列車「はやたま」 亀山 - 天王寺（紀勢本線経由）間運行 同上442.2km
- 2012年3月17日のダイヤ改正以前 山陽本線の1725M（岡山駅 → 下関駅運行 運行距離384.7km）が最長であったが同改正で廃止された。
- 2012年3月17日のダイヤ改正から2015年3月15日のダイヤ改正以前 山陽本線の371M（岡山駅 → 新山口駅運行 運行距離315.8km 2014年3月のダイヤ改正以前は広島駅からは3481Mとして運行していた）
- 2015年3月15日のダイヤ改正で371Mが徳山止まりとなったため、最長は滝川駅発釧路駅行き根室本線2429D（308.4km）となった。
- その後、2016年3月26日のダイヤ改正で岡山駅発下関駅行きが復活したが、2017年3月4日のダイヤ改正で岡山駅発が可部線緑井駅行きに、下関行きが糸崎駅発369Mにそれぞれ縮小。
  - これにより時刻表上の最長列車は滝川駅発釧路駅行き2429Dとなったが、根室本線が平成28年台風第10号の影響で2018年現在も運休中のため、糸崎駅発下関駅行き369Mが2018年現在乗車できる最長の普通列車となった。
- 2019年のダイヤ改正（3月16日）で369Mが岩国止まりとなったため、最長は敦賀駅発米原駅経由播州赤穂駅行き新快速（北陸本線-東海道本線-山陽本線-赤穂線）　（275.5km）となった。しかし敦賀発の4両編成は米原で8両編成の後ろに連結され、姫路で切り離され前の8両編成のみが播州赤穂へ向かうため全区間を走破する車両はない。

### 最高速度
新幹線を除く。基本的に狭軌（軌間1,067mm）路線が対象。

#### 試験運転時
- 1954年12月15日 129km/h C62 17が東海道本線木曽川橋梁で記録（狭軌における蒸気機関車世界最高速度）[6]
- 1957年9月27日 145km/h 小田急3000形電車 (初代)第2編成が東海道本線三島 - 沼津間において記録（当時狭軌世界最高速度）[7][8]
- 1959年7月31日 163km/h こだま形（151系電車）による高速度運転試験で東海道本線島田 - 藤枝間で記録（同上）[9]
- 1960年11月21日 175km/h 架線試験車クモヤ93が島田 - 藤枝間で記録（同上）[10]
- 1985年11月26日 179.5km/h 国鉄381系電車が湖西線 安曇川-永原間で記録。